# Podotenus subfuscus
Podotenus subfuscus är en skalbaggsart som beskrevs av Rudolph Petrovitz 1975. Podotenus subfuscus ingår i släktet Podotenus och familjen Aphodiidae. Inga underarter finns listade i Catalogue of Life.